# Tonic Rays
Tonic Rays es una banda de rock formada en Pai, Tailandia, durante el 2006. Su líder y vocalista es Marie Dance, cantante y compositor del Reino Unido, Joe Cummings, compositor y guitarrista de Estados Unidos, conocido también como periodista freelance para Lonely Planet y otras editoriales; Satthaphan es el bajista y Mark Iwamoto toca la batería. A principio de su carrera, Cummings tocó en otras bandas de rock en los Estados Unidos, como Rocking Horse y The Fog; al igual que en Tailandia, donde ha tocado en giras de los artistas estadounidense Mason Ruffner, Mitch Woods y Baytos Eddie. 
Los Rays se convirtieron rápidamente en uno de los grupos favoritos locales en Pai, lugar denominado como un paraíso para los turistas tailandeses y mochileros occidentales. Sin embargo, el grupo se trasladó, más adelante, a Chiang Mai. De 2006 a 2008 la banda se presentó regularmente en otras ciudades tailandesas como Chiang Mai, Pai, Bangkok, Pattaya, Ko Lanta y Ko Phi Phi. 
La banda cambió secciones rítmicas con frecuencia en los primeros seis meses. Hasta que, finalmente, se establecieron en Chakkaphan, Tailandia.
Inicialmente, la banda introdujo un repertorio de versiones de canciones populares, incluyendo artistas como Razorlight, Neil Young, Pink Floyd, Nirvana, Johnny Cash y The White Stripes, entre otros. Sin embargo, pronto, comenzaron a componer canciones originales. 
En 2007 produjeron un álbum homónimo con música original. Los temas fueron grabados y mezclados en el estudio de Rangsan Chaiya en Chiang Mai. Rangsan Rasidib, productor y músico tailandés, quien había promocionado previamente un álbum, ese mismo año, y fue galardonado como el Mejor Artista Nuevo en los premios anuales de Tailandia. Después Cummings grabó las pistas en los Estados Unidos y las editó en Prairie Sun Studios, conocida por su trabajo con Tom Waits. 
En una reseña de junio en 2008, publicada por la revista musical de Blurt, el crítico de rock Chuck Eddy describe a la banda "Tonic Rays", como una especie de Jefferson Airplane, con su psicodelia folk-rock, solo que más rústica, picante, sorprendente y pegadiza.
En diciembre de 2008, Chuck Eddy llamó a los integrantes de Tonic Rays para informarles  que estuvieron en el Top 10  en 2008, publicado en el Billboard y Rhapsody. 